# Sanchahe Zhen
Sanchahe Zhen (kinesiska: 三岔河, 三岔河镇) är en köping i Kina. Den ligger i provinsen Yunnan, i den sydvästra delen av landet, omkring 190 kilometer nordväst om provinshuvudstaden Kunming.
Genomsnittlig årsnederbörd är 863 millimeter. Den regnigaste månaden är juli, med i genomsnitt 226 mm nederbörd, och den torraste är januari, med 4 mm nederbörd.